# 阿卡尔德特新镇
阿卡尔德特新镇，是西班牙卡斯蒂利亚-拉曼恰托莱多省的一个市镇。总面积147平方公里，总人口3468人（2001年），人口密度24人/平方公里。